# 名古屋市立桜台高等学校
名古屋市立桜台高等学校（なごやしりつ さくらだいこうとうがっこう）は、愛知県名古屋市南区霞町にある公立高等学校。地元では単に桜台または桜台高校と略される。

## 概要
愛知県公立高等学校入学選抜試験においては、尾張学区第2群Bグループに属する。授業時間は非常に珍しい46分授業×7時間という形態を取っており、授業の間の休憩時間は9分しかない。数年前までは学内に食堂があったが、廃止された。
なおこの高校には普通科とファッション文化科の二つの学科がある。また普通科とファッション文化科を同時に受けることはできない。
2002年度入学生より、文系では地理歴史・公民科の必修科目が変更となり、従来の世界史Bから、倫理・政治経済となった。世界史は従来より2年で履修しているため、3年生の必修科目未履修問題が生じたことはない。数学は前倒しで授業内容を行っており、1年の終わり頃から数学II、2年の終わり頃から数学IIIの内容を学習する。芸術科目は1・2年で履修し、音楽・美術・書道の中から選択する。
2012年度入学生より教育課程がリニューアルされ、2年で文理選択を行うようになった。詳しくは公式サイトを参照。
1951年8月18日に、当時在籍していた男子生徒が校庭から平安時代の住居跡を発見した。この遺跡は現在桜台高校遺跡という名前がつけられている。
2014年、創立90周年を迎え、桜朋館にて記念式典が行われた。
2024年、創立100周年を迎え、名古屋市公会堂にて記念式典が行われた。

## 沿革
- 1924年（大正13年） - 名古屋市立第三商業学校として創立[WEB 1]。
- 1948年（昭和23年）
  - 4月 - 学制改革により名古屋市立南商業高等学校となる。
  - 10月 - 高校統合により名古屋市立春日野高等学校（旧名古屋市立第四高等女学校）と合併、名古屋市立桜台高等学校となる。
- 1960年（昭和35年） - 校舎を改築。本棟（三階まで）竣工。
- 1963年（昭和38年） - 家庭科を被服科に改名。
- 1966年（昭和41年） - 商業科を廃止。
- 1967年（昭和42年） - 桜朋館（体育館、格技場、食堂等）竣工。
- 1972年（昭和47年） - 第二棟（第1学年教室等）竣工。
- 1973年（昭和48年） - 学校群制度による1期生入学。瑞陵高校と名古屋11群、市立緑高校と名古屋12群を組む。
- 1989年（平成元年） - 複合選抜入試制度による1期生入学。尾張2群Bグループに属する。
- 1990年（平成2年） - 第三棟（プール、LL教室等）竣工。
- 1996年（平成8年） - 被服科をファッション文化科に改名。

## 学科
- 全日制
  - 普通科
  - ファッション文化科

## 学校行事
年に一度、ファッション文化科によるファッションショーが行われている（第1回は1954年2月24日に開催）。近年、文化祭、体育祭、後夜祭をまとめて、桜舞祭（おうぶさい）と呼ぶようになった（現在体育祭は1学期に行われている）。また、年に2回球技大会が行われている。

## 部活動
男子ハンドボール部が全国制覇を何度も成し遂げた古豪として有名である。現在も県内ではトップクラスの強豪。過去にインターハイ5連覇した記録は今も尚、抜かれることのない不動の記録である。今まで獲得した全国タイトルは、全国高校最多の計20回（インターハイ9回、国体11回）である。
ダンス部やアウトドア部も全国大会への出場経験がある。他にも、多数の運動部や文化部が存在する。柔道部は存在しない。

### 部活動一覧

#### 運動部
- 野球部
- ソフトボール部
- サッカー部
- 卓球部
- 水泳部
- ラグビー部(令和５年度〜新入生入部を停止)
- 陸上競技部
- 剣道部
- ハンドボール部（男子・女子）
- ソフトテニス部（男子・女子）
- テニス部（男子・女子）
- バレーボール部（男子・女子）
- バスケットボール部（男子・女子）
- ダンス部
- アウトドア部

#### 文化部
- 演劇部
- 写真部
- 美術部
- 書道部
- 食物部
- 茶道部
- 華道部
- 被服部
- 天文部
- 文芸部
- 漫画創作部
- ブラスバンド部
- 軽音部
- 合唱部
- JRC(ボランティア)部
- ESS部

#### 準部・同好会
- 棋道準部
- 歴史研究同好会

## 校歌
1番から5番まであるが、通常は1番のみが歌われ、桜朋館（体育館）の壁に掲載されている歌詞も1番のみである。
始業式・終業式などで斉唱する際はブラスバンド部が伴奏を行い、舞台では合唱部が歌う。1番から5番の歌詞の終わりはすべて、「我等が母校桜台」となっている。作曲家の熊谷賢一が当時菊里高校1年次在学中に作曲した。作詞は当時の桜台高校英語科の男性教員、藤代治秀である（出典：桜台高校広報紙「図書館の窓」2011年度版第3号）。
この学校の校歌にはピアノ伴奏譜が存在しない。そのことに関して2023年5月放送のチャントで紹介された。

## 服装・靴
校章、体操着、体育館シューズ、スリッパなどは学年によって色が異なり、エンジ色、緑、青の3色が使われている。2014年（平成26年）度の1年生はエンジ色である。2024年（令和6年）度1年生より制服がブレザーに変更となる。
令和6年度から、生徒の主体的な議論により、指定日以外は私服登校が認められている。

### 制服

#### 男子制服
- 冬服：標準型学生服で、学校指定の金ボタンを留め、左襟に校章をつける。
- 夏服：白の半袖カッターシャツ。左胸に校章が刺繍されている。

#### 女子制服
- 冬服：1951年（昭和26年）6月7日に決定。紺のセーラー服で、襟に3本の白線が縫い込まれている（3mm）。左胸に校章をつけ、黒いリボンを結ぶ。スカートは約30本のプリーツ入り。
- 夏服：紺の襟で地が白いセーラー服。左胸に校章が刺繍されている。冬服と同じリボンを結ぶ。

### 体育服
ジャージと半袖体育服は、男子は青（ジャージの下は白）で、女子は黄色の各色の糸で名字が刺繍されている。
2014年（平成26年）度の1年生から、制服やスリッパのデザインが変わった。

## 著名な出身者
- 碧野圭 - 小説家
- 石川嘉枝 - 女子バレーボール選手
- 伊藤史隆 - アナウンサー
- 稲熊定次郎 - 税理士
- 岩田次男 - プロ野球選手
- 川合豊彦[3] - 農林水産技官
- 旭堂鱗林 - 講談師
- 小島禎二 - プロ野球選手（第三商業学校卒業）
- 塩谷育代 - プロゴルファー
- 高瀬登志彦 - アナウンサー
- 橋部敦子 - 脚本家
- 日髙祥博 - 実業家、ヤマハ発動機社長、日本自動車工業会副会長
- 穂村弘 - 歌人
- 本田憲子 - 女子バレーボール選手
- 松崎みさ - 実業家
- 松原智恵子 - 女優
- 村田らむ - ルポライター
- 山村浩二 - アニメーション作家
- 悠木千帆 - 女優

## 著名な教職員
- 稲石三二 - 体育、ハンドボール部監督

## 周辺
- 名古屋市立春日野小学校
- 名古屋市立桜小学校
- 名古屋市立桜田中学校
- 南消防署
- 笠寺公園
  - 見晴台遺跡
  - 見晴台考古資料館

## 交通アクセス
名古屋市営地下鉄桜通線 桜本町駅および鶴里駅がそれぞれ徒歩で約10分の位置にある。また、名鉄名古屋本線 桜駅および名古屋市営バス桜本町一丁目停留所も同じく徒歩で約10分の位置に所在する。
名古屋市営バス桜本町一丁目停留所には、笠寺11号系統（南巡回系統）・名港16号系統・新瑞13号系統・新瑞14号系統がそれぞれ停車する。また、学校の東側には校名を冠する桜台高校停留所も設置され、新瑞12号系統が停車する。

#### WEB
1. ↑  “沿革”.   名古屋市立桜台高等学校. 2018年11月23日閲覧。
2. 1 2  “地図・交通案内”.   名古屋市立桜台高等学校. 2018年11月23日閲覧。
3. ↑  “桜本町一丁目”.   名古屋市交通局. 2018年11月23日閲覧。
4. ↑  “桜台高校”.   名古屋市交通局. 2018年11月23日閲覧。